# Berberentulus neipuensis
Berberentulus neipuensis är en urinsektsart som beskrevs av Chao och Chen 1999. Berberentulus neipuensis ingår i släktet Berberentulus och familjen lönntrevfotingar. Inga underarter finns listade.